# Большая Сойю
Большая Сойю — река в России, протекает по территории Вуктыльского округа в Республике Коми. Устье реки находится в 1156 км по левому берегу реки Печора. Длина реки составляет 37 км, площадь водосборного бассейна 700 км².
Река Большая Сойю образуется слиянием рек Вой-Вож (левая составляющая) и Лун-Вож (правая составляющая) в 17 км к юго-западу от села Дутово и в 48 км к юго-западу от города Вуктыл. Река течёт на северо-восток, сильно петляя. Всё течение проходит по ненаселённому, всхолмлённому, частично заболоченному лесному массиву.
В нижнем течении образует многочисленные старицы. Скорость течения около 0,4 м/с, ширина реки в нижнем течении около 25 метров.
Впадает в Печору двумя километрами ниже села Дутово.

## Притоки
- 6 км: Гыркасаёль (лв)[3]
- 8 км: Шоръёль (лв)
- 12 км: Ыджыдъёль (лв)
- 37 км: Войвож (лв)
- 37 км: Лунвож (пр)

## Данные водного реестра
По данным государственного водного реестра России относится к Двинско-Печорскому бассейновому округу, водохозяйственный участок реки — Печора от водомерного поста у посёлка Шердино до впадения реки Уса, речной подбассейн реки — бассейны притоков Печоры до впадения Усы. Речной бассейн реки — Печора.
По данным геоинформационной системы водохозяйственного районирования территории РФ, подготовленной Федеральным агентством водных ресурсов:
- Код водного объекта в государственном водном реестре — 03050100212103000060961
- Код по гидрологической изученности (ГИ) — 103006096
- Код бассейна — 03.05.01.002
- Номер тома по ГИ — 03
- Выпуск по ГИ — 0